# Murtosa (freguesia)
Murtosa est une paroisse civile portugaise (en portugais : freguesia) de la municipalité de Murtosa dans le district d'Aveiro.

## Géographie
Murtosa est située sur la Ria d'Aveiro.

## Démographie
Lors du recensement de 2021, Murtosa compte 3 503 habitants. C'est alors la paroisse la plus peuplée de la municipalité de Murtosa, qui totalise 10 476 habitants.